# Barylypa caucasica
Barylypa caucasica là một loài tò vò trong họ Ichneumonidae.